# Сорна
Сорна або сорнай (перс. سُرنای، سُرنا, також سورنای، سورنا surnā, surnāy та зурна) — це древній іранський дерев'яний музичний інструмент.

## Етимологія
Слово "сорна" (перс. سُرنای, سُرنا, також سورنای, سورنا) ймовірно було запозичене від невідомого індоєвропейського спорідненого слова до лувійського 𒍪𒌨𒉌 (zurni, "ріг"), санскритського शृङ्ग (ṡṛṅga, "ріг"), латинського "cornū" та англійського "horn", що, ймовірно, походить від праіндоєвропейського *ḱerh₂-.  Згідно з народною етимологією, слово "сорна" є похідним від середньоперської форми "sūrnāy" (дослівно "сильна флейта"), що є поєднанням "sūr-" (сильний) та "-nāy" (флейта). Інша версія пояснює, що "sūr-" походить від середньоперського та новоперського слова, що означає "бенкет, трапеза, свято", отже "сорна" означає "святкова флейта".
Слово "сорна", споріднене з "horn", може також просто означати "ріг". Це пояснюється ізоглосою Кентум-Сатем і подальшим законом Ґрімма. У перській мові є ще один духовий інструмент, назва якого споріднена як із "сорна", так і з "horn" – "карнай" (перс. کرنای/کرنا), що, ймовірно, є повторним запозиченням з іншої мови.

Сорна має схожість в назві та частково будові з українським інструментом сурмою. 

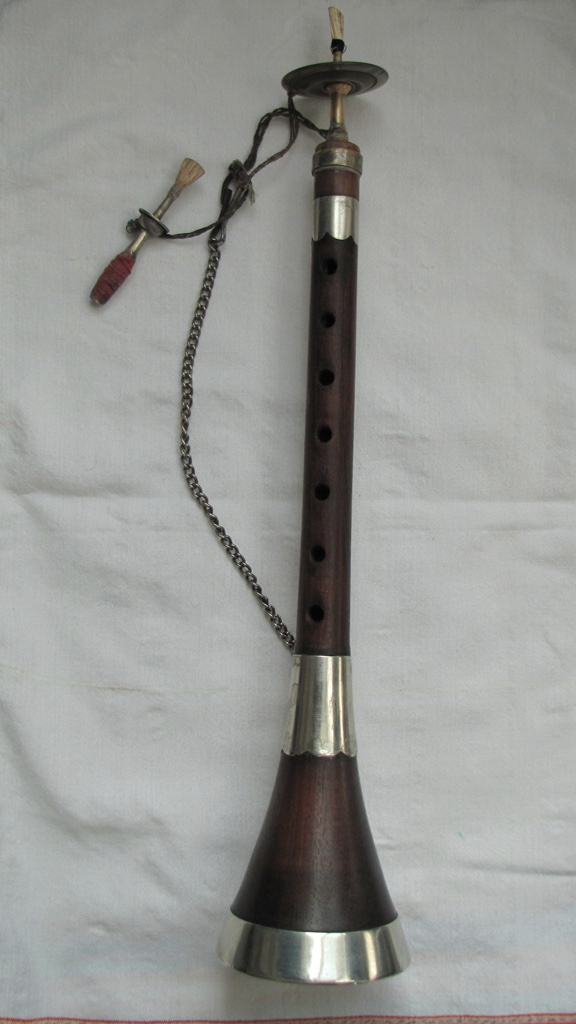
Сучасна сурна, з Гамадану
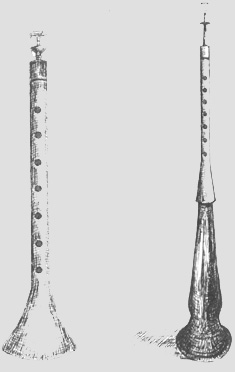
Сорна, давньоперський/іранський дерев'яний духовий музичний інструмент

## Історія
Історія інструмента сягає часів імперії Ахеменідів (550–330 до н. е.), коли він використовувався для гри наприкінці дня з міських воріт або адміністративних будівель. Цей звичай зберігався в Англії до XIX століття, де міські музиканти грали на шоломіях для позначення часу. Сорна переважно використовувалася для гри на відкритому повітрі під час святкових церемоній у регіональній музиці Ірану. Перський поет Румі згадував сорну та духовий барабан (дол) у своїх поезіях.
У часи імперії Ахеменідів сорна мала форму великої труби, але згодом зменшилася в розмірах і стала схожою на різкий гобой (або дозале – "подвійний гобой"), що має дерев'яний корпус простої форми з широким раструбом.
Згідно з "Шах-наме", цар Джамшид створив сорну. Окрім письмових джерел, існують артефакти з часів імперії Сасанідів (224–651 н. е.), такі як срібна таріль із зображенням сорни, що зберігається в Ермітажі.

## Будова та техніка гри
Невелика кількість повітря подається під тиском через металеву трубку-степл, яка утримує подвійний язичок і поєднує його з каналом інструмента. Це вимагає від музиканта ретельного контролю дихання, подібно до гри на гобої. Часто сорна виконується в парі – один музикант грає мелодію, а інший – дрон, що може змінюватися під час виконання.

## Популярність
Сорна поширена в Лурестані, Чахармахал і Бахтиарі, Курдистані, Систані і Белуджистані, а також в Іранському Азербайджані.
- У Лурестані сорна є головним інструментом весільних церемоній, а також похоронних ритуалів (чамар'юна). Зазвичай сорну супроводжує барабан дол.
- У Белуджистані сорна використовується під час танців у колі, з оплесками (дочапі).
- У Систані і Белуджистані сорну традиційно використовують на весільних церемоніях, супроводжуючи грою на долі та народними танцями.

## Дивіться також
- Карнай
- Сурма
- Зурна
- Шоломія